# Danny Williams (calciatore inglese 1988)
Danny Williams (Wigan, 25 gennaio 1988) è un ex calciatore inglese, di ruolo centrocampista.

## Carriera

### Giocatore
Williams inizia a giocare nei dilettanti del Daisy Hill nella Division Two della North West Counties Football League (decima divisione inglese) per poi nel 2008 passare ai semiprofessionisti dell'Utd of Manchester, in Northern Premier League (settima divisione), dove rimane per una stagione e mezzo prima di passare al Clitheroe, altro club della medesima categoria, dove rimane fino al febbraio del 2011 quando si accasa al Kendal Town, sempre in Northern Premier League. Rimane in quest'ultimo club fino all'ottobre del 2012, quando viene prelevato in prestito dal Chester, club di Conference League North (sesta divisione), con cui segna 2 reti in 28 partite di campionato, vincendo sia questa competizione che la Cheshire Senior Cup.
Nell'estate del 2013 lascia l'Inghilterra e firma un contratto con l'Inverness, club della prima divisione scozzese. Nella sua prima stagione in questa categoria realizza una rete in 20 presenze, prolungando poi il contratto per ulteriori due stagioni: in seguito, nella stagione 2014-2015 conquista un posto da titolare nel club delle Highlands, segnando 2 reti in 34 partite nella prima divisione scozzese e contribuendo con una rete in 6 presenze alla vittoria della Coppa di Scozia (peraltro la prima nella storia del club).
Grazie alla vittoria di questa coppa prende parte ai turni preliminari della UEFA Europa League 2015-2016 (peraltro coincidente con l'esordio dell'Inverness nelle competizioni UEFA per club): gioca da titolare in entrambe le partite della doppia sfida con i rumeni dell'Astra Giurgiu, che si impongono con un punteggio aggregato di 1-0; nel prosieguo dell'annata gioca poi altre 34 partite nella prima divisione scozzese, segnandovi una rete. Nel frattempo, il 22 marzo 2016 sia lui che il suo compagno di squadra James Vincent, entrambi in scadenza di contratto a fine stagione, firmano un precontratto per la stagione successiva con il Dundee, altro club della prima divisione scozzese. Williams rimane nella rosa dei Dark Blues fino al novembre del 2017 quando, dopo complessive 25 presenze in incontri di campionato, rescinde in modo consensuale il suo contratto. Nel gennaio del 2018 fa dunque ritorno nel campionato inglese, firmando un contratto con l'Accrington Stanley, club di quarta divisione, con cui vince il campionato e da cui a fine anno nonostante lo scarso impiego (gioca infatti solamente una partita) si vede offrire un nuovo contratto annuale restando così in rosa anche per la stagione 2018-2019, disputata nella terza divisione inglese. Nell'ottobre del 2018, dopo una sola ulteriore presenza con la maglia degli Stans, passa in prestito al Fylde, club di quinta divisione, con cui gioca 6 partite. Nell'estate del 2019, rimasto svincolato, va a giocare all'Halifax Town, in sesta divisione: rimane nel club fino al termine della stagione 2020-2021, giocando da titolare la maggior parte delle partite di queste due annate (entrambe di entità ridotta vista la pandemia di Covid-19), per un totale di 54 presenze ed una rete in incontri di campionato, per poi nel 2021 ritirarsi, all'età di 33 anni.

### Allenatore
Nell'agosto del 2022 è stato ingaggiato come collaboratore tecnico dal Dubai City, club della seconda divisione degli Emirati Arabi Uniti.

## Palmarès

### Giocatore

#### Competizioni nazionali
- Conference League North: 1

Chester: 2012-2013
- Coppa di Scozia: 1

Inverness: 2014-2015
- Campionato inglese di quarta divisione: 1

Accrington Stanley: 2017-2018

#### Competizioni regionali
- Cheshire Senior Cup: 1

Chester: 2012-2013